# Archos
Ne doit pas être confondu avec Arccos ou Arcos.
Archos est une entreprise française qui conçoit et vend des produits électroniques, notamment des baladeurs numériques, des tablettes multimédias et des smartphones. 
La société a son siège social à Igny, dans la grappe industrielle technologique Paris-Saclay.
Elle est cotée à la bourse de Paris.

## Histoire
Créée en 1988, le nom de l'entreprise est l'anagramme de Crohas, du nom de son créateur, Henri Crohas, actuel président du conseil d'administration.
L'entreprise vend principalement dans les années 1990 les lecteurs Overdrive (disque dur et CD), et le Scandoubler pour Commodore Amiga. Dans les années 2000, l'entreprise se fait connaître sur le marché des baladeurs numériques, avec ses premiers modèles nommés Jukebox (en). L'entreprise investit le marché des tablettes Android en 2009,, puis les smartphones à partir de janvier 2014.
Les produits Archos sont principalement vendus en Europe. Fin 2004, l'opérateur de télévision par satellite EchoStar Communications investit 10 millions de dollars dans la société Archos en échange d'une participation de 26 % à terme. PocketDish est la marque sous laquelle les baladeurs d'Archos sont vendus aux États-Unis par le réseau Dish d'EchoStar Communications.
En 2019, Archos & VinSmart (en) annoncent un partenariat stratégique pour devenir l’un des premiers acteurs de l’Electronique Grand Public en Europe d'ici 2020. 2 mois plus tard, VinSmart décide de rompre le partenariat après avoir vérifié des informations sur l'entreprise.

## Actionnaires
| Nom                                          | %      |
| Dimensional Fund Advisors                    | 0,56%  |
| Lyxor International Asset Management         | 0,26%  |
| Dimensional Fund Advisors                    | 0,060% |
| AIPM Azur International Portfolio Management | 0,027% |
| OFI Asset Management                         | -      |

## Résultats financiers
En 2012, le chiffre d'affaires est de 154 millions d'euros (-9,6 % par rapport à 2011). L'entreprise enregistre une perte nette de 38,7 millions d'euros, son cours de bourse s'effondre, contraignant son fondateur Henri Crohas à abandonner la direction exécutive d'Archos.
L'année 2015 est marquée par le retour à la croissance de la société.
| Années                                | 2014  | 2015  | 2016  | 2017  | 2018  | 2019  | 2020 |
| ------------------------------------- | ----- | ----- | ----- | ----- | ----- | ----- | ---- |
| Chiffre d'affaires (millions d'euros) | 132,1 | 158,7 | 154,5 | 114,1 | 63,3  | 35,4  | 22,8 |
| Résultat net (millions d'euros)       | -13,0 | -2,0  | -3,4  | -6,5  | -22,5 | -35,3 | -1,5 |

Archos a enregistré une perte nette de 26,6 millions d'euros sur les six premiers mois de l'année 2019, contre une perte de 5,1 millions d'euros au premier semestre 2018. La perte semestrielle est même supérieure au chiffre d'affaires, qui s'élevait à 17,2 millions d'euros au premier semestre contre 32,3 millions l'an passé pendant la même période.

## Produits

### Baladeurs numériques

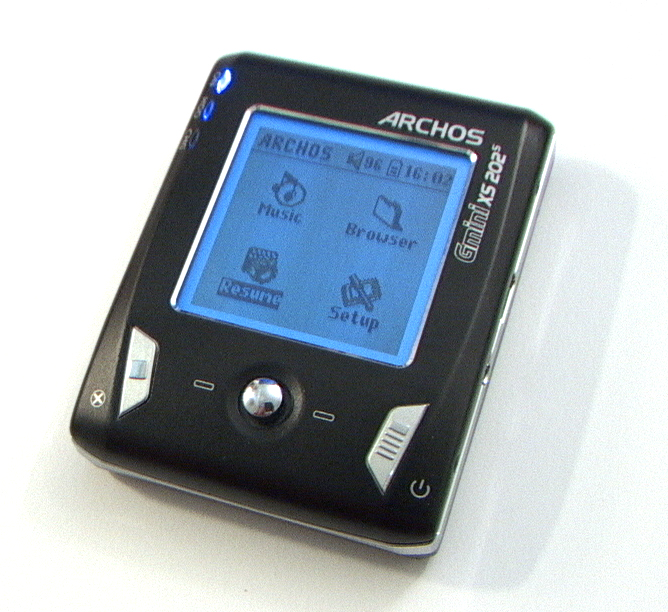
Baladeur numérique Archos Gmini XS 202s

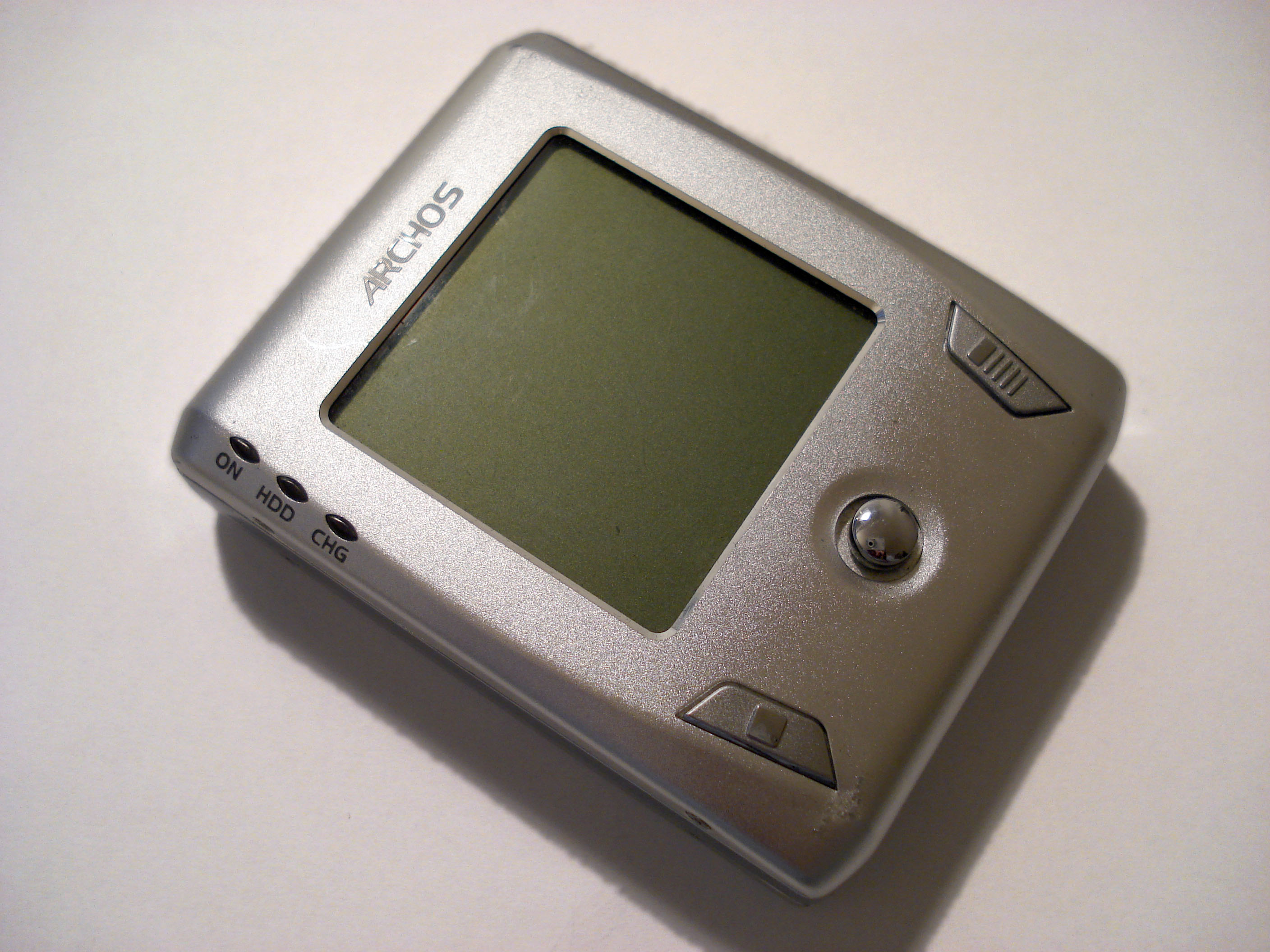
Le modèle XS202 avec disque 20 Go interne

Archos est un des premiers fabricants de baladeurs numériques, avec, notamment en 2000, le premier baladeur MP3 avec la série Jukebox.
À partir de 2004, Archos crée la série Gmini (en). Le Gmini 400, sorti en octobre 2004 est le premier baladeur numérique comportant un écran LCD en couleur, et capable de lire de la musique, des photos et vidéos, il est présenté en même temps que le PMC de Microsoft,.

### Lecteur Vidéo Portable (PMP)
Jukebox Multimédia 20, AV 100, AV 300, AV 400, AV 500, AV 700, AV 700TV (baladeur vidéo capable d'enregistrer la télévision numérique terrestre en balade), Gmini 400, Gmini 402, Gmini 402 Camcorder, Gmini 500, 404 , 405, 504, 604, 604wifi, 704wifi, 704tnt, 405, 605wifi, 705wifi, 605GPS, Archos 5, Archos 5 3G, Archos 7, Archos 5 IT, Archos 48 IT, Archos 3 vision, Archos 7 IT.
L'AV500 a été vendu en version 30, 40, 60 et 100 Go. Bien plus qu'un simple baladeur, il incluait un appareil qui permet d'enregistrer ou de diffuser des vidéos sur un téléviseur comme un magnétoscope numérique. Il possède notamment un micro et une prise USB Host (permet le transfert de fichiers à partir de petits périphériques USB formatés en FAT32).

### Génération 4

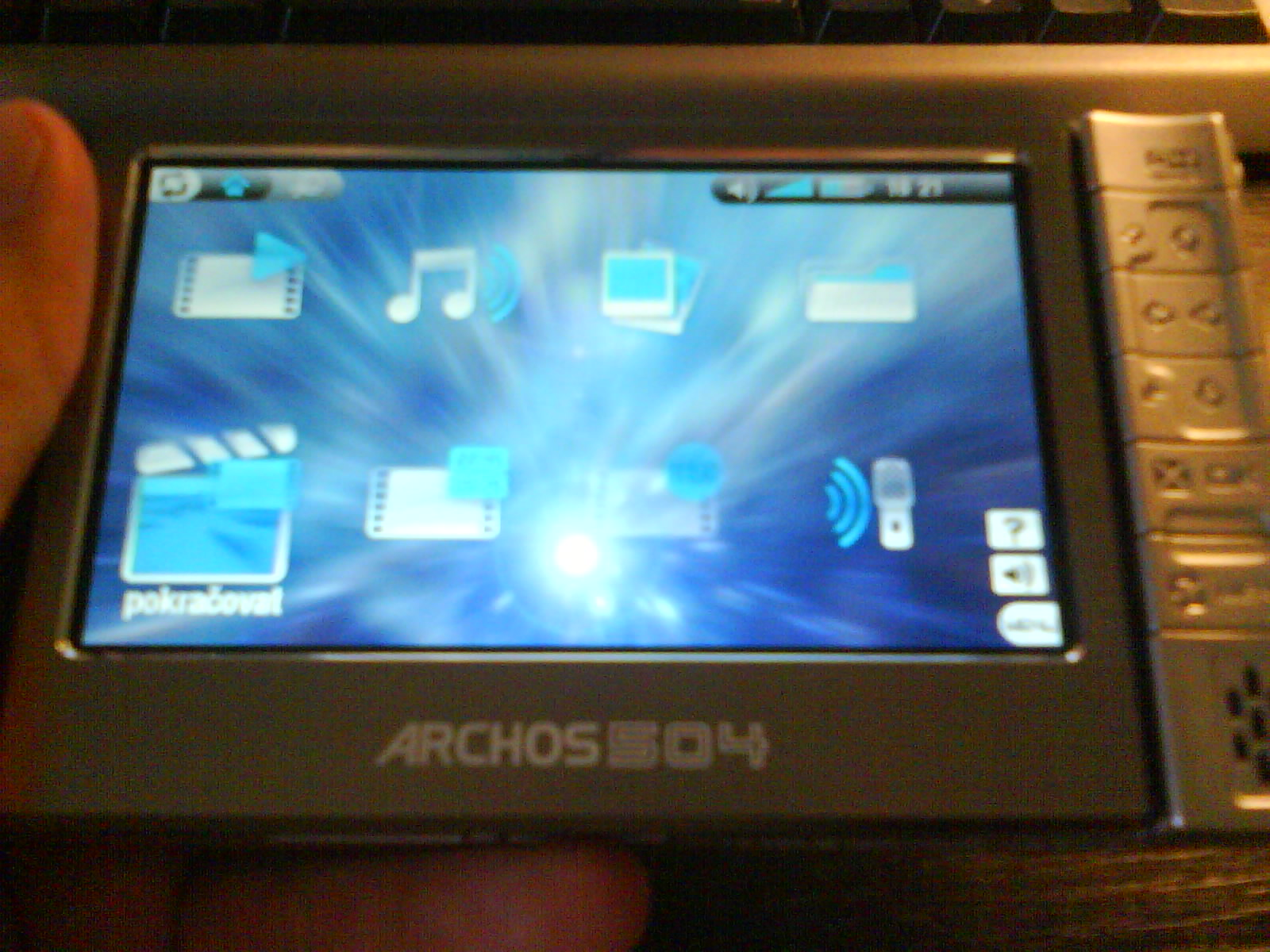
Archos 504 444

Les baladeurs vidéos Archos quatrième génération disposent d'écrans relativement larges (4,3 " et 16 millions de couleurs).
Le 404, par exemple, est un modèle suffisamment compact pour rentrer dans une poche, le 504, 604 destinés à un public de cinéphile ont plus leur place dans un sac ou dans une poche de veste.
Par la Génération 4, Archos rejoint la politique de son concurrent Apple, en proposant les accessoires optionnels que l'utilisateur peut se procurer sur internet après l'achat.
Liste des différents produits de la génération 4 :
Archos 704wifi, Archos 704tv, Archos 604, Archos 604wifi, Archos 504, Archos 404, Archos 404cam, Archos 204, Archos 104.

### Génération 5
Les baladeurs de la cinquième génération d'Archos ont tendance à devenir nomades (Wi-Fi) et à être disponibles pour tout le monde, ils sont les premiers appareils Hi-Tech grand public à intégrer un écran tactile.
Liste des différents produits : 
- GPS Archos : Le module GPS pour l'Archos 605 ;
- Archos 705 WiFi : Intègre un écran tactile, un contrôleur Wi-Fi, et un disque dur de, au choix, 80, 160 ou 250 Go. L'Archos 705wifi est vendu comme Tablette Internet Mobile (Archos 7 TIM), à ne pas confondre avec les Archos 7 HT (Home Tablet) de la génération 7, ou les tablettes "7o" sous OS Android ;
- Archos 605 WiFi : Se décline en version 4 Go (mémoire Flash), 20, 30, 80, 120, 160 Go ;
- Archos 405 : Dispose d'une capacité de stockage limitée à 2 Go (dans sa version Flash), une version 30 Go existe ;
- Archos 105 : Petites dimensions  et mémoire de 2 Go ;
- Archos TV+ : Visant à concurrencer l'Apple TV, l'ArchosTV+ dispose d'une connectique permettant l'enregistrement de la TV, le surf sur Internet, dispose également d'un disque dur de 80 ou 250 Go.

### Génération 6
La sixième génération d'Archos, lancée fin août 2008, entame la révolution du domaine du numérique nomade. Cette génération est optimisée pour une navigation et le tout tactile. 
L'Archos 5 : doté d'un écran de 5 " (4,8 " effectif) affichant 16 millions de couleurs dans une résolution de 800 par 480 pixels. Cette tablette multimédia est dédiée à la vidéo. Compatible HD, munie d'un processeur ARM Cortex A8 cadencé à 600 MHz, plus un cœur additionnel d'appoint de 430 MHz. L'accès à Internet via la technologie Wi-Fi, sous réserve d'avoir un point d'accès Wi-Fi à proximité. Les fonctions restent identiques à celles des générations précédentes, mais elles se sont vues améliorées, surtout sur le plan de la fluidité. Le système de Plug-Ins reste en place, avec l'apparition de deux nouveaux plug-ins: 3G+ et HD.
L'Archos 5 existe sous les versions Archos 5 60, 120, 250 et 500 Go; Deux versions spéciales seront aussi produites : une disposant de 160 Go de stockage, exclusivement distribué à la Fnac et une autre dénommé Archos 3G+, en partenariat avec SFR dispose lui d'un disque dur de 30 Go.
Avec cette génération 6 Archos poursuit dans sa politique d'accessoires permettant une réduction du prix initial du baladeur, pour des fonctions n'intéressant pas forcément toute la clientèle. L'ensemble de ces accessoires peut apporter aux tablettes des fonctions inédites : 
- DVR station : La DVR station permet de profiter des fonctions de magnétoscope numérique des tablettes, mais également de pouvoir visionner tout le contenu de son baladeur sur sa télévision. Elle permet aussi de recharger rapidement sa tablette, ainsi que de l'utiliser pour transférer du contenu directement entre sa tablette et un appareil via une connexion USB (apn, clés usb, disque dur externe...), fonction nommée « usb-host ».

- DVR snap-on : Cet accessoire permet l'accès uniquement aux fonctions d'enregistrement, et à la recharge rapide de la tablette.

- Mini Dock : Le mini dock lui, reprend les fonctions de charge rapide, « usb-host » et connexion à la télévision dans le seul but de visualiser du contenu (enregistrement impossible). Il offre également un port mini-usb.

- Battery dock : Il reprend exactement les fonctions du mini dock mais possède une batterie interne permettant d'accroître l'autonomie de sa tablette et permet une connexion à la TV avec une sortie Composite ou S-Video.

- FM remote : Cet accessoire constitue une télécommande filaire permettant de contrôler sa tablette sans la sortir de sa poche. De plus il ajoute la possibilité d'écouter la radio fm et de l'enregistrer. Il possède également un micro dans le but d'une utilisation en dictaphone.

Si les accessoires précédent étaient compatibles avec l'Archos 5, 5 de sfr et 7, les accessoires suivant ne sont compatibles qu'avec l'Archos 5 :
- GPS car holder : Permettant véritablement de transformer sa tablette en GPS, cet accessoire se compose d'un socle à fixer sur son pare-brise par une ventouse. Une fois le socle posé la tablette vient au besoin se loger dedans et affiche alors un logiciel de guidage très complet.

- TV snap-on : Le TV snap-on permet de recevoir la télévision numérique terrestre (sous réserve d'être sous couverture), grâce à un double tuner permettant ainsi une réception optimal. Il n'est cependant pas compatible avec les chaînes cryptées ou HD.

### Génération 7
Avec la génération 7 (lancée en septembre 2009), Archos capitalise sur les tablettes internet en produisant des produits fonctionnant sous Android :
- Archos 5 Internet Tablet : Le successeur de l'Archos 5, utilise le système Android (basé sur Linux) au lieu de GNU/linux dont était équipée la précédente génération.

- Archos 9 : Tablette multimédia tournant sous windows 7.

- Archos 7 home tablet: Tablette multimédia, grande sœur du Archos 5. Elle fonctionne elle aussi grâce à un SoC Rockchip RK 2808, composé d'un CPU Cortex A8 à 600 MHz et d'un DSP cadencé à 550 MHz capable de décoder du contenu vidéo HD 720 p. Les fonctions et les caractéristiques restent les mêmes, hormis l'écran géant de 7 " (soit 18 cm), et la batterie amovible. La commercialisation a commencé en avril 2010. Déclinaisons (par capacités de stockage) : série hard drive en 160 ou 320 Go, et série Flash en 2 ou 8 Go.

- Archos 8 home tablet : Parallèlement à l'annonce de l'Archos 7, Archos annonce l'Archos 8, cadre photo ultra-plat dont l'écran de 8 " sera plus carré et destiné à une utilisation domestique, permettant de voir des recettes de cuisine ou de surfer sur internet.

### Génération 8
La 8e génération d'Archos comprend cinq nouvelles tablettes Internet fonctionnant sous Android. Elles ont été lancées le 1er septembre 2010. Ce sont les Archos 28 IT, Archos 32 IT, Archos 43 IT, Archos 70 IT et Archos 101 IT (le nom décrivant la taille de l'écran en pouces). Ces tablettes embarquent Android 2.2 depuis novembre 2010. Toutes ces tablettes sont équipées d'un processeur ARM Cortex A8 600 MHz pour le A28 IT, 800 MHz pour le A32 IT et 1 GHz pour les trois dernières.
Fait marquant dans l'histoire de la firme, les Archos 70 IT et 101 IT, sont les premiers produits à profiter d'un écran capacitif multi-touch et d'accéléromètres.
Les Archos 28 IT, 32 IT et 43 IT ont, quant à eux, conservé des écrans résistifs, plus adaptés à la taille des éléments affichés, mais possèdent néanmoins un accéléromètre.
À l'exception de l'Archos 28 IT, toute la génération 8 est équipée d'un contrôleur Bluetooth 2.1.
L'Archos 28 IT est la première tablette internet à moins de 100 €. En effet, extérieurement, les deux tablettes sont tout à fait identiques mis à part la taille de l'écran.
Avec ces nouveaux produits, la firme tente de sortir des niches de marché qu'elle visait jusqu'à présent, pour étendre sa popularité auprès du grand public. Cette politique de marché a été plus ou moins bien acceptée par la plupart des habitués de la marque, en effet, pour rester dans des prix acceptables, Archos a été contraint de faire des choix, ce qui a mené à la suppression de quelques fonctions qui avaient fait sa renommée. Par exemple la possibilité d'enregistrement de la télévision grâce à la station DVR ou encore la fonction GPS présente dans l'Archos 5 IT, ces fonctions ont été estimées comme trop peu utilisées pour les généraliser. Le service marketing ayant statué que, l'utilisateur lambda ne devait pas payer pour des choses qu'il n'utiliserait pas, ce principe avait été jusqu'ici appliqué à travers le compromis des accessoires supplémentaires permettant chacun d'adjoindre les fonctionnalités « rarement utilisées ». Aujourd'hui, la marque a décidé de ne plus du tout proposer de liste d'accessoires, car disponibles uniquement sur le site.

### Assistant personnel
Le modèle PMA 400 (Pocket Media Assistant), et aussi  appelé PMA 430 en référence à la capacité de son disque dur, 30 Go.
La gamme PMA a été définitivement abandonnée par Archos. Ce modèle n'a pas rencontré le succès escompté, peut-être à cause de son prix de départ et de sa prise en main peu intuitive, ou encore de son arrivée sur le marché peut-être un peu tôt, à une époque où les PDA multimédias n'étaient pas encore à la mode. 
Il bénéficie aujourd'hui du fait que son OS ait été publié sous licence GNU/GPL ce qui a permis la création de beaucoup de programmes (gratuits ou payants) pouvant être installés sur le PMA 400.
Le système d'exploitation ouvert du PMA 400, plus la présence d'un port USB Host sur le PMA, a permis la création de drivers autorisant l'adjonction d'une grande quantité de périphériques non proposés par Archos à l'époque. On peut citer pour l'exemple : des récepteurs GPS, des clefs Bluetooth, des clefs USB, différents appareils photo numériques…, soit quasiment tout ce qui peut se brancher en USB pour peu qu'un driver ait été développé; cette fonction périphérique est aussi disponible sur la totalité des générations 6 et 8.

### Smartphones
L'entreprise propose depuis son annonce en avril 2013 de plusieurs gammes de smartphones : 
- La gamme Platinum, positionnée sur le segment du moyen de gamme. Elle comprend trois terminaux : le 45 Platinum (depuis octobre 2013[17]), le 50 Platinum, (depuis début juin 2013) et le 53 Platinum (disponible depuis juillet 2013) fonctionnant sous Android 4.2.2 Jelly Bean.
- La gamme Titanium, comportera 4 smartphones tournant sous Android 4.2.2 Jelly Bean. Elle comprend trois terminaux actuellement disponibles : le 40 Titanium, le 45 Titanium et le 50 Titanium. Le 53 Titanium est annoncé comme étant disponible prochainement.
- L'Archos 50 Oxygen, le smartphone "haut de gamme" d'Archos (présenté au salon IFA de Berlin 2013).
- La gamme Helium 4G, permettant d'utiliser le réseau 4G, avec des terminaux 45 Helium 4G et 50 Helium 4G disponibles[18]. Depuis juillet 2015, la gamme s'étoffe avec l'Archos 55, Helium +.
- Un smartphone d’entrée de gamme de 3,5 pouces à un prix aux alentours de 89 €, le 35 Carbon, avait été annoncé, mais n'a finalement jamais été commercialisé[19].
- Archos produit pour le groupe décathlon le Quechua Phone 5 commercialisé depuis le 5 décembre 2013.
- Depuis juin 2017, Archos propose 4 modèles Nubia sous les noms Alpha, Alpha + , Gamma & Omega pour la gamme Diamond.
- Egalement depuis juin 2017, les gammes Archos sont Access, Core, Sense & Diamond.

### Casque VR
En octobre 2014, Archos a annoncé via un communiqué de presse la sortie d'un casque de réalité virtuelle nommé VR Glasses.

### Tablette et console de jeu
- Archos GamePad dévoilé en 2012